# Patrick Dean

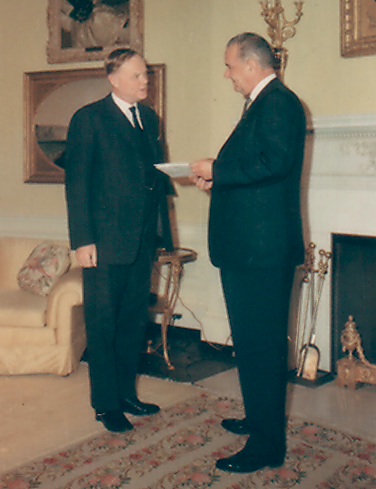
Patrick Dean (links) im Gespräch mit US-Präsident Lyndon B. Johnson (1965)

Sir Patrick Henry Dean, GCMG (* 16. März 1909 in Berlin; † 5. November 1994 in Kingston upon Thames, Surrey) war ein britischer Diplomat, der unter anderem zwischen 1960 und 1964 Ständiger Vertreter des Vereinigten Königreichs bei den Vereinten Nationen sowie von 1965 bis 1969 Botschafter in den Vereinigten Staaten war.

## Leben
Patrick Henry Dean, Sohn des Professors für Pathologie Henry Roy Dean und dessen Ehefrau Irene Wilson, begann nach dem Besuch der renommierten 1567 gegründeten Rugby School ein Studium der Rechtswissenschaften am Gonville and Caius College der University of Cambridge. Nach Abschluss des Studiums und seiner Zulassung bei der Anwaltskammer (Inns of Court) von Lincoln’s Inn war er kurzzeitig als Rechtsanwalt (Barrister) tätig. Im Anschluss trat er in den diplomatischen Dienst (HM Diplomatic Service) des Außenministeriums (Foreign Office) ein und fand in der Folgezeit zahlreiche verschiedene Verwendungen an Auslandsvertretungen sowie im Außenministerium. Er war Berater von Außenminister Anthony Eden während der Operation Keelhaul, in deren Rahmen zwischen 1943 und 1947 rund zweieinhalb Millionen Menschen, die aus dem Gebiet der Sowjetunion stammten, von den Briten und den US-Amerikanern dorthin zurückgeschickt wurden, oftmals gegen ihren Willen im Zuge einer Zwangsrepatriierung. Viele dieser Menschen kamen ums Leben, durch Exekutionen oder auch durch Selbstmord. Am 24. Juni 1944 erklärte er:
„In due course all those with whom the Soviet authorities desire to deal must […] be handed over to them, and we are not concerned with the fact that they may be shot or otherwise more harshly dealt […].“
„Zur gegebenen Zeit werden alle diejenigen, mit denen sich die sowjetischen Behörden befassen wollen, diesen übergeben, und wir können uns nicht mit dem Fakt beschäftigen, ob sie erschossen oder auf andere Weise schlecht behandelt werden.“
Das Außenministerium versuchte, Nachrichten über diese Selbstmorde zu unterdrücken, da sie, so Patrick Dean, „eventuell politische Probleme [in Großbritannien] verursachen könnten“. Britische Offiziere, die Gefangene in sowjetischen Häfen wie Murmansk und Odessa überstellen, wurden Zeugen, wie Hinrichtungskommandos des NKWD Menschen beim Verlassen der Schiffe in Hörweite erschossen. Rund 1,5 Millionen ehemalige Kriegsgefangene wurden nach ihrer Rückkehr in die Straflager geschickt.
Nach Ende des Zweiten Weltkrieges war Dean zwischen 1946 und 1949 im Außenministerium Leiter des Referats für Deutschlandpolitik (Head of the German Political Department, Foreign Office). Für seine dortigen Verdienste wurde er 1947 als Companion des Order of St Michael and St George (CMG) ausgezeichnet. Danach wurde er 1949 zunächst Botschaftsrat sowie anschließend von 1950 bis 1952 Gesandter an der Botschaft in Italien. Nachdem er zwischen 1952 und 1953 Leitender Ziviler Instrukteur (Senior Civilian Instructor) am Imperial Defence College in London war, fungierte er im Anschluss im Außenministerium von 1953 bis 1956 als Assistierender Unterstaatssekretär für Verteidigung und Nachrichtendienstes (Assistant Under-Secretary for Foreign Affairs (Defence and Intelligence)). Danach bekleidete er im Außenministerium von 1956 bis 1960 den Posten als Stellvertretender Unterstaatssekretär für Verteidigung (Deputy Under-Secretary for Foreign Affairs (Defence)). Während dieser Verwendung wurde er am 13. Juni 1957 als Knight Commander des Order of St Michael and St George (KCMG) geadelt, so dass er fortan den Namenszusatz „Sir“ führte.
Als Nachfolger von Pierson John Dixon übernahm Sir Patrick Dean 1960 den Posten als Ständiger Vertreter des Vereinigten Königreichs bei den Vereinten Nationen und hatte diesen bis 1964 inne, woraufhin Hugh Foot, Baron Caradon seine dortige Nachfolge antrat. In dieser Zeit wurde er zudem am 8. Juni 1963 zum Knight Grand Cross des Order of St Michael and St George (GCMG) erhoben. Zuletzt löste er 1965 David Ormsby-Gore, 5. Baron Harlech als Botschafter in den Vereinigten Staaten ab und verblieb in dieser Verwendung bis zu seinem Ausscheiden aus dem diplomatischen Dienst 1969, wonach John Freeman sein Nachfolger wurde.
Nach seinem Eintritt in den Ruhestand war Dean von 1969 bis 1986 Direktor des Bauunternehmens Taylor Woodrow sowie zugleich zwischen 1969 und 1993 internationaler Berater des Finanzdienstleistungsunternehmens American Express. Des Weiteren war er von 1986 bis 1993 noch Berater des Bauunternehmens Taylor Woodrow.